# 新潟の讃歌
県民の曲「新潟の讃歌」（けんみんのきょく にいがたのうた）は、日本の新潟県が1981年（昭和56年）に企画・作成した組曲である。構成全6篇とも作詞・中村千栄子、作曲・岩河三郎。

## 解説
吹奏楽と合唱による全6篇から構成された組曲である。
作成意義は「歴史と伝統に培われたゆたかな風土を基盤に、日本海時代への躍進をめざす新潟県のすがたを、県民にわかり易く、親しみやすい吹奏楽（合唱入り）に構成し、愛郷心の高揚に資」するものとされている。
作成に当たっては歌詞の懸賞募集等を行わず、当初から詩人で県内柏崎市出身の中村に作詞を依頼している。同年9月6日に新潟市音楽文化会館で長岡市吹奏楽団の演奏、新潟フィルハーモニー合唱団および新潟市児童合唱団の歌唱でレコード録音が行われ、新潟音響がLPレコード（規格品番：NR-1018）を製造した。新潟音響では1948年（昭和23年）に制定された「新潟県民歌」の合唱と警察音楽隊の編曲・演奏による行進曲アレンジを収録したシングル盤（NR-1017）を同時に製造している。
県のサイトでは「新潟県民歌」と併せて紹介されているが、音源は提供されていない。平成以降では、2019年（令和元年）11月10日に上越文化会館で行われた第34回国民文化祭のプログラム「合唱の祭典」のオープニングで全篇の演奏が行われた。

## 構成
1. 越後の手まりうた
2. 雪国の夏
3. 秋の祈り
4. 白いメッセージ
5. 朱鷺のうた
6. 故里の春